# Tetramorium dalek
Tetramorium dalek  (лат.) — вид мелких муравьёв рода Tetramorium из подсемейства Myrmicinae. Мадагаскар.

## Описание
Мелкие мирмициновые муравьи (длина около 3 мм), коричневого цвета (мандибулы, усики и ноги желтовато-коричневые). Усики с булавой из 3 сегментов, скапус короткий. Стебелёк между грудкой и брюшком состоит из двух члеников: петиолюса и постпетиолюса (последний четко отделен от брюшка), жало развито. От сходных видов отличается стебельком без длинных волосков. Головной индекс рабочих (CI, соотношение ширины головы к длине × 100): 95—97. Длина головы рабочих 0,47—0,56 мм, длина скапуса 0,31—0,35 мм, ширина головы 0,45—0,54 мм. Индекс скапуса рабочих (SI, соотношение длины скапуса к ширине головы × 100): 63—70. Петиолюс, постпетиолюс и брюшко гладкие и блестящие.
Вид Tetramorium dalek был впервые описан в 2014 году американскими мирмекологами Франциско Хита-Гарсиа (Francisco Hita Garcia) и Брайаном Фишером (Brian L. Fisher; Entomology, California Academy of Sciences, Сан-Франциско, Калифорния, США) вместе с таксоном Tetramorium aspis. Таксон Tetramorium alperti включён в состав видовой группы T. naganum species group рода Tetramorium (вместе с T. alperti, T. enkidu, T. gilgamesh и T. naganum Bolton, 1979). Сходен с видами T. alperti, T. enkidu, T. gilgamesh, T. naganum и некоторыми видами других групп, например T. schaufussii, T. ranarum и T. ibycterum.